# Tacinga braunii
Tacinga braunii ist eine Pflanzenart aus der Gattung Tacinga in der Familie der Kakteengewächse (Cactaceae). Das Artepitheton braunii ehrt den deutschen Agronom und Spezialisten für brasilianische Kakteen Pierre Josef Braun. Portugiesische Trivialnamen sind „Rabo de Rato“, „Cipó de Espinhos“ und „Rabo de Espinhos“.

## Beschreibung
Tacinga braunii wächst ausgespreizt bis anlehnend kletternd, verzweigt nur wenig und erreicht Wuchshöhen von 1,5 Metern. Die graugrünen bis rötlich grünen, leicht abgeflachten Triebe sind etwas in Segmente gegliedert. Die kahlen Segmente sind bis 30 Zentimeter lang und 3,5 Zentimeter breit. Die darauf befindlichen hellbraunen Areolen sind mit winzigen, weißen Glochiden bedeckt. Dornen sind nicht vorhanden.
Die hell grünlich weißen Blüten sind 8 bis 10 Zentimeter lang. Die schmal urnenförmigen Früchte sind grünlich und bis 4 Zentimeter lang. Sie enthalten 3 bis 4 Samen.

## Verbreitung, Systematik und Gefährdung
Tacinga braunii ist im Nordosten Brasiliens auf Inselbergen in der Caatinga-Vegetation in Höhenlagen von 170 bis 350 Metern verbreitet.
Die Erstbeschreibung erfolgte 1989 durch Eddie Esteves Pereira.
Tacinga braunii wird in der Roten Liste gefährdeter Arten der IUCN als „Vulnerable (VU)“, d. h. gefährdet, eingestuft. Die Einstufung erfolgte auf Grund des sehr geringen Verbreitungsgebietes von etwa 1500 km², den weniger als 10 bekannten Standorten der Art und der sich abzeichnenden Abnahme der Arten durch die Zerstörung von Habitatflächen. Die Entwicklung der Population wird als abnehmend angesehen.

## Nachweise